# Вінцас Креве-Міцкявічюс
Вінцас Креве-Міцкявічюс (лит. Vincas Krėvė (Mickevičius); 19 жовтня 1882, Субартоніс — 17 липня 1954, Брумолл (Пенсільванія)) — литовський культурний та державний діяч, письменник, поет, драматург. Міністр закордонних справ Литви. Депутат Верховної Ради СРСР 1—го скликання (1941).

## Біографія
Вінцас Креве народився 19 жовтня 1882 року в селі Субартоніс Алітуського повіту (нині Варенського району).
Навчався у сільського вчителя і в школі Меркіна, потім, приватно, у Вільнюсі. Склавши екстерном іспити, 1898 року вступив до Вільнюської духовної семінарії. Але не відчуваючи в собі покликання до священства, залишив семінарію два роки по тому. У 1904 Вінцас вступив до Київського університету де вивчав філологію. Від 1905 продовжив навчання в університеті Львова. 1908 року закінчив Львівський університет зі ступенем доктора філології, склав іспити також в Київському університеті, був запрошений готуватися до професури. Через малу оплату залишив університет і переїхав до Баку, де працював в міській гімназії. 1913 року захистив у Київському університеті дисертацію і отримав ступінь магістра порівняльного мовознавства. У березні 1919 Вінцас був призначений консулом Литви в Азербайджані, і запрошений викладати у Бакинському університеті.
1920 року повернувся до Литви, оселився в столиці країни Каунасі. Працював секретарем книговидавничої комісії в міністерстві освіти, редактором літературного журналу «Скайтімай» (1920-1923), професором Литовського університету на факультеті гуманітарних наук. У 1925-1937 роках був деканом цього факультету, редагував наукові видання факультету і літературні журнали.
Вінцас брав активну участь у громадському та політичному житті. Після радянської окупації Литви 1940 року на короткий час посів посаду міністра закордонних справ, а також віце-прем'єр-міністра, прем'єр міністра. Під час розмови 1 липня 1940 року з головою Раднаркому СРСР В'ячеславом Молотовим той зайвив: 
| Ви повинні добре подивитися на реальність і зрозуміти, що в майбутньому малі нації повинні будуть зникнути. Ваша Литва разом з іншими країнами Балтії, включаючи Фінляндію, повинні будуть приєднатися до славної родини Радянського Союзу [5]. Оригінальний текст (англ.) You must take a good look at reality and understand that in the future small nations will have to disappear. Your Lithuania along with the other Baltic nations, including Finland, will have to join the glorious family of the Soviet Union. |
Після повернення з Москви пішов у відставку. Відійшовши від політичної діяльності працював у Вільнюському університеті, був призначений директором Інституту літуаністикі. У 1941 році — президент Литовської Академії наук, депутат Верховної ради СРСР.
1944 року Вінцас переїхав до Австрії, а 1947-го перебирається до США де оселився у Філадельфії. Викладав російську і польську мови і літературу в університеті Пенсільванії.
Креве-Міцкявічюс залишив записи своїх бесід з В. Молотовим та спрямованим в Литву кремлівським емісаром В. Деканозовим. Вони є свідоцтвом того, як він безуспішно намагався відстояти незалежність литовської держави у 1940 році. Незадовго до своєї кончини він нотаріально завірив оригінал цього документа. Ні в одному з опублікованих досі документальних матеріалів того періоду не зафіксовано так наочно імперські амбіції Й. Сталіна і його поплічників, висловлені з оголено-цинічною відвертістю.
Помер 17 липня 1954 в Брумолл (Пенсільванія). 1992 ролку перепохований на батьківщині.

## Творчість
Перші твори писав польською мовою, з 1909 — литовською, деякі — російською.
Автор збірки легенд «Перекази Дайнавської старовини» (1912), історичної драм «Шарунас» (1910—1911), «Скиргайла» (1922), «Смерть Міндовга» (1935), в яких, використовуючи фольклорні мотиви, романтичну поетику, змалював героїчне минуле литовського народу, його волелюбні прагнення.
У збірці оповідань «Під солом'яною стріхою» (ч. 1—2, 1921—1922), повісті «Чарівник» (1939), побутово-психологічній драмі «Зять» (1922) реалістично відтворив побут і звичаї литовського села, зв'язок людини з природою. Звертався до біблійних мотивів [збірка «Східні казки», 1930; незакінчена повість «Сини небес і землі» (ч. 1—2, 1949).
Зібрав і видав кілька збірок литовського фольклору.